# غلو (ورزقان)
غلو هي قرية في مقاطعة ورزقان، إيران. عدد سكان هذه القرية هو 380 في سنة 2006.